# Cozieni (gmina)
Cozieni – gmina w Rumunii, w okręgu Buzău. Obejmuje miejscowości Anini, Bălănești, Bercești, Ciocănești, Cocârceni, Colțeni, Cozieni, Fața lui Nan, Glodurile, Izvoru, Lungești, Nistorești, Pietraru, Punga, Teișu, Trestia, Tulburea, Valea Banului, Valea Roatei i Zăpodia. W 2011 roku liczyła 2139 mieszkańców.